# Янаков Денис Олексійович
Дени́с Олексі́йович Яна́ков (1 січня 1999, Запоріжжя, Україна) — український футболіст, лівий вінгер житомирського «Полісся», який грає на правах оренди за рівненський «Верес».

## Клубна кар'єра
Денис Янаков народився у Запоріжжі, де й почав робити перші кроки до великого футболу в академії місцевого «Металурга». Згодом був помічений селекціонерами київського «Динамо» та перейшов до системи київського клубу.
У серпні 2016 року дебютував у юнацькій команді київського «Динамо» в матчах внутрішнього чемпіонату U-19. Був одним з провідних гравців команди у розіграші Юнацької ліги УЄФА сезону 2016/17, відзначившись трьома забитими м'ячами у шести матчах.
3 серпня 2018 року перейшов на орендних засадах до лав київського «Арсенала», у складі якого і дебютував на дорослому рівні, зігравши у 4 іграх Прем'єр-ліги. Сезон 2019/20 розпочав у складі «Динамо» і за підсумками достроково завершеного розіграшу Янаков став одним з найкращих бомбардирів «Динамо» (U-21) в молодіжній першості з показником в вісім забитих м'ячів, але знову не зіграв жодної гри за першу команду і на початку 2020 року став гравцем першолігового одеського «Чорноморця», за який до кінця сезону забив 4 голи у 8 іграх чемпіонату.
На початку серпня 2020 року перейшов до складу «Зорі» (Луганськ), підписавши з командою повноцінний контракт, при цьому футболіст, за умовами угоди з «Динамо», «біло-сині» зберегли половину прав на півзахисника. Втім, зігравши за луганців лише два матчі, ще до закриття трансферного вікна у жовтні футболіста було віддано в оренду до кінця сезону в «Інгулець».
Влітку 2021 року перейшов на правах оренди в першолігове «Полісся», з яким згодом підписав повноцінний контракт. З командою став переможцем Першої ліги, за що отримав звання «Майстер спорту України».
У лютому 2024 року на правах оренди перейшов у «Верес».

## Збірна
У травні 2016 року брав участь у юнацькому чемпіонаті Європи з футболу, що відбувся в Азербайджані. Янаков провів на турнірі три поєдинки, у яких відзначився одним забитим м'ячем у ворота однолітків з Німеччини.

## Статистика
| Сезон   | Клуб                  | Ліга         | Чемпіонат | Чемпіонат | Кубок | Кубок | Першість дублерів | Першість дублерів |
| Сезон   | Клуб                  | Ліга         | Ігри      | Голи      | Ігри  | Голи  | Ігри              | Голи              |
| ------- | --------------------- | ------------ | --------- | --------- | ----- | ----- | ----------------- | ----------------- |
| 2016/17 | «Динамо» (Київ)       | Прем'єр-ліга | 0         | 0         | 0     | 0     | 28                | 5                 |
| 2017/18 | «Динамо» (Київ)       | Прем'єр-ліга | 0         | 0         | 0     | 0     | 31                | 4                 |
| 2018/19 | «Динамо» (Київ)       | Прем'єр-ліга | 0         | 0         | 0     | 0     | 1                 | 0                 |
| 2018/19 | «Арсенал» (Київ)      | Прем'єр-ліга | 4         | 0         | 1     | 0     | 13                | 7                 |
| 2019/20 | «Динамо» (Київ)       | Прем'єр-ліга | 0         | 0         | 0     | 0     | 16                | 8                 |
| 2019-20 | «Чорноморець» (Одеса) | Перша ліга   | 8         | 4         | 0     | 0     | 0                 | 0                 |
| 2020-21 | «Зоря» (Луганськ)     | Прем'єр-ліга | 2         | 0         | 0     | 0     | 0                 | 0                 |
| 2020-21 | «Інгулець»            | Прем'єр-ліга | 12        | 3         | 0     | 0     | 0                 | 0                 |
| 2021-22 | «Полісся»             | Перша ліга   | 6         | 1         | 0     | 0     | 0                 | 0                 |
| 2022-23 | «Полісся»             | Перша ліга   | 19        | 6         | 2     | 0     | 0                 | 0                 |
| 2023-24 | «Полісся»             | Прем'єр-ліга | 5         | 1         | 3     | 1     | 0                 | 0                 |
| 2023-24 | «Верес»               | Прем'єр-ліга | 6         | 1         | 0     | 0     | 0                 | 0                 |

## Міжнародні змагання
| Сезон   | Клуб            | Турнір            | Кваліфікація | Кваліфікація | Основний турнір | Основний турнір |
| Сезон   | Клуб            | Турнір            | Ігри         | Голи         | Ігри            | Голи            |
| ------- | --------------- | ----------------- | ------------ | ------------ | --------------- | --------------- |
| 2016/17 | «Динамо» (Київ) | Юнацька ліга УЄФА | 0            | 0            | 6               | 3               |
| 2017/18 | «Динамо» (Київ) | Юнацька ліга УЄФА | 0            | 0            | 2               | 0               |

## Досягнення

### Індивідуальні
- Майстер спорту України: 2024[10]